# Herre (Telemark)
Herre es una localidad de la provincia de Telemark en la región de Østlandet, Noruega. A 1 de enero de 2017 tenía una población estimada de 1327 habitantes.
Se encuentra ubicada al sureste del país, cerca del parque nacional de Hardangervidda y al norte de la costa del Skagerrak. 